# Calvinisme afrikaner

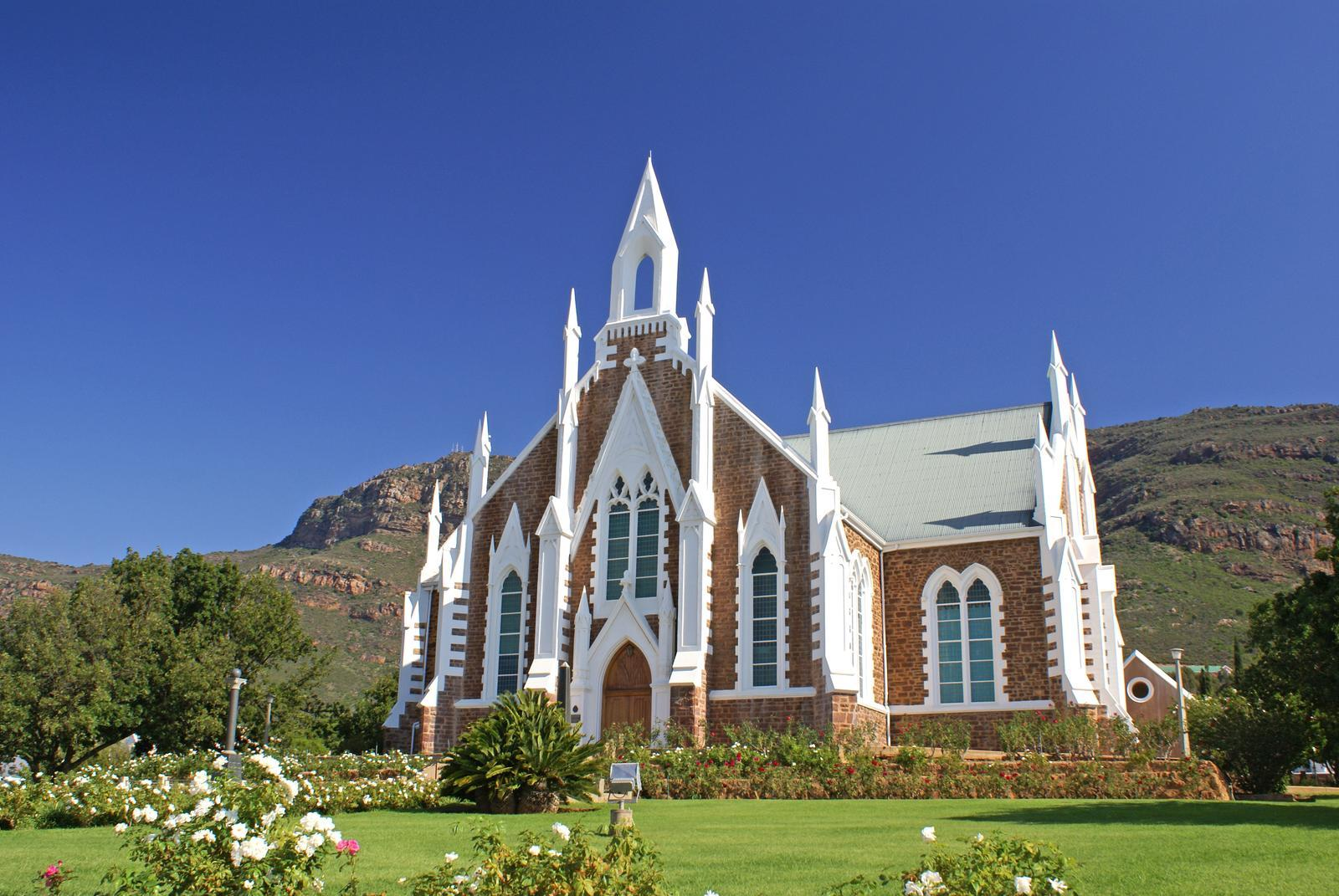
Une église réformée à Piketberg en Afrique du Sud.

Le calvinisme afrikaner est un développement théologique et philosophique spécifique à la communauté afrikaner qui combinait la religion calviniste avec les aspirations politiques des blancs sud-africains parlant l'afrikaans, avec notamment une insistance particulière sur la notion vétéro-testamentaire de « peuple élu ». Les Afrikaners négocièrent un accord d'autonomie dans les quatre colonies britanniques d'Afrique australe, huit ans après la seconde guerre des Boers, et s'établirent fermement comme la minorité dirigeante en Afrique du Sud jusqu'à ce que la pression internationale et le désordre croissant au sein de ce pays les obligèrent à démanteler leur politique de domination exclusive, nommée apartheid.

## Contexte
De 1652 à 1835, les colons protestants calvinistes venus à l'origine des Pays-Bas, parmi lesquels se trouvaient un certain nombre de réfugiés français, huguenots, et d'autres  olons venus d'Allemagne, d'Écosse et d'ailleurs en Europe, se fondirent graduellement en un seul peuple sud-africain appelé les Afrikaners. Les ascendants français du peuple afrikaner étaient des huguenots français qui commencèrent à arriver via les Pays-Bas dès 1687 et pendant près d'un siècle en raison de la persécution des protestants en France après la révocation de l’édit de Nantes en 1685. Entre la fin du XVIIIe siècle et la fin du XXe siècle, ce peuple réuni sur le sol sud-africain se considérait comme afrikaner plutôt que néerlandais. Il parlait une langue spécifique, l'afrikaans, dérivée du néerlandais, et était soudé par son adhésion au calvinisme.
Sa culture est marquée par le cycle des persécutions et des grâces accordées par Dieu à son peuple : d'abord les persécutions des huguenots, ce qui les conduit à trouver refuge (notamment) aux Pays-Bas puis à trouver une nouvelle terre promise en Afrique australe, ensuite la persécution par les Britanniques, qui déclenche le Grand Trek et la mise en place de nouveaux États afrikaners sur des terres nouvelles. Pétris de culture biblique, les Afrikaners font le rapprochement avec les tribulations du peuple d'Israël dans l'Ancien Testament : l'Exode puis la destruction du Temple de Jérusalem et l'exil. Ils se représentent donc, à l'image de l'Israël biblique, comme un peuple élu, miraculeusement préservé et conduit.
L'histoire des Afrikaners est donc essentielle pour comprendre ce concept particulier d'« élection » qui se développa parmi eux. Ces attitudes, adoptées très tôt, et qui se poursuivirent dans les conflits ultérieurs, se construisirent d'une telle façon qu'il leur semblait évident qu'elles furent conçues par Dieu lui-même. Ils se croyaient préservés par la propre sagesse de Dieu et par la providence. Les choses dont ils souffrirent et les liens qui les unissaient, formés dans de pareilles circonstances, semblaient confirmer cette idée à chaque détour. Leur histoire en tant que peuple occupa un rôle central dans la formation de la religion des boers. De cette façon, une caractéristique populaire marqua leurs croyances calvinistes.
Cette religion populaire n'était pas formulée de façon formelle. Elle faisait partie de l'expérience des Afrikaners, ce qu'ils interprétaient à travers leur conviction selon laquelle leur créateur et souverain seigneur leur avait témoigné une grâce spéciale en tant que peuple particulier.

## Développement historique

### Débuts de l'implantation néerlandaise en Afrique du Sud
L'implantation néerlandaise au cap de Bonne-Espérance fut le premier succès colonial en Afrique du Sud. La clé de ce succès fut l'établissement de règles strictes de commerce entre les colons et les populations autochtones. Aucun commerce ou mission chrétienne ne pouvait s'aventurer parmi les Africains sans la permission de l'administrateur de la société. Voler ou tuer les bovins était notamment interdit car cela pouvait être la cause d'inévitables conflits avec les autochtones. Les premiers Européens étaient horrifiés par l'apparence et les coutumes des Noirs africains, et la rumeur - totalement fausse - que les autochtones étaient cannibales a renforcé leur volonté de se tenir éloignés d'eux. Le Cap était un espace clos, avec l'Europe à l'intérieur et l'Afrique à l'extérieur. Cet ordre strict permettait de minimiser les conflits avec les Noirs africains durant la première phase de l'implantation.
Pourtant, beaucoup de colons étaient arrivés dans un but missionnaire. La synthèse de cette attitude de stricte séparation et de la conscience missionnaire aboutit à une pratique très répandue consistant à mettre la population khoïsan au service des Européens, et au sein de cette relation entre maître et serviteur, de leur enseigner la Bible dans l'espoir que le message parviendrait jusqu'à la famille du serviteur (ainsi que l'information de la supériorité de la vie européenne) et ainsi les amènerait à la conversion.
Les fermiers qui vivaient à l'extérieur des murs des villes avaient une conception différente. Pour eux, l'occupation signifiait la possession et la possession impliquait le droit de protéger leur propriété. Alors qu'ils s'installaient dans les territoires apparemment inoccupés qui entouraient Le Cap, ils appliquèrent cette conception de possession, et des droits qui y étaient liés, lorsque les chasseurs errants ou les tribus grégaires traversaient la Great Fish River et parvenaient jusqu'aux territoires des fermes à la recherche de pâturage ou de gibier. Ainsi, les fermes représentaient une extension au-delà des villes, du mur de séparation entre les Blancs et les Noirs. De la même façon qu'en ville, l'esclavage pratiqué dans les plantations était parfois vu comme un moyen d'évangéliser.
La séparation et les règles commerciales s'opposèrent très tôt dans l'esprit afrikaner à l'invasion et à la conquête. Et cet anti-impérialisme s'étendit aussi à la théorie sur l'obligation missionnaire au sein de l'Église réformée néerlandaise : le Royaume de Dieu doit grandir dans la sphère d'influence dévolue à l'Église par la divine providence, puisque les enfants sont initiés au message de l'Évangile par leurs parents et leur famille. Si Dieu juge l'Évangile convenable pour les autochtones et pour être enseigné à leurs enfants, c'est sa gloire. À cette fin, les chrétiens exercent un rôle clé qui leur est donné par Dieu, un appel, ou une responsabilité dans l'alliance (entre Dieu et eux) en tant que peuple de Dieu, de rester pures dans la foi et justes lorsqu'ils traitent avec les païens, et d'être absolument inflexibles dans la protection de ce qui a été légitimement revendiqué au nom du Dieu trinitaire.

### Arrivée des Britanniques et naissance du nationalisme boer
Cependant, la Révolution française ramena ces habitudes de pensée à la surface. Du fait que les Pays-Bas soutenaient les révolutions française et américaine, les Britanniques déclarèrent la guerre aux Pays-Bas et commencèrent à prendre le contrôle de leurs routes commerciales. Ils accostèrent au Cap de Bonne-Espérance en 1797. Dès que la Compagnie des Indes orientales néerlandaises fit faillite, les Britanniques annexèrent Le Cap et nommèrent des administrateurs britanniques à partir de 1805 ; ceux-ci furent des propagateurs zélés de la philosophie des Lumières. Ils assouplirent les régulations sur le commerce et la main d'œuvre, qualifiant les noirs de « nobles sauvages » dont ils prétendaient admirer les âmes naturels et intacts, et finalement abolissant l'esclavage en 1835. Ils traitèrent les noirs de manière égale, et leur donnèrent accès à la justice contre les propriétaires terriens blancs. Ils les appelèrent également à croire en leur propre raison autonome plutôt qu'en toute autre chose.
Aucune culture ne pouvait être plus opposée à celle des Afrikaners. Du point de vue des Boers, les Britanniques avaient envahi leur territoire, s'étaient emparés de leurs biens et de leurs fermes, avaient imposé des lois étrangères, libéré leurs esclaves sans compensation, et justifié ces actes par le seul appel à la raison, en proclamant à chaque fois qu'ils étaient plus vertueux que leur Dieu. Cette entrée brutale de la philosophie des Lumières apparaissait aux Afrikaners comme une révolution et une insulte contre leur foi.

### Séparation des boers et des calvinistes afrikaners
L'Église réformée néerlandaise du Cap, la Nederduits Gereformeerde Kerk, était considérée par les voortrekkers comme un agent du gouvernement du Cap. Ainsi, ils ne faisaient pas confiance à ses pasteurs et ses émissaires, les voyant comme une tentative du Cap de reprendre le contrôle politique. Il y avait aussi des divisions religieuses parmi les trekkers eux-mêmes. En 1853, un pasteur des Pays-Bas, Dirk Van der Hoff, se rendit dans le Transvaal et devint pasteur de la Nederduitsch Hervormde Kerk, laquelle fut fondée en 1856 et reconnue en 1860 comme l'Église d'État de la République sud-africaine du Transvaal, séparée de l'Église du Cap.
Entretemps, aux Pays-Bas, l'Église néerlandaise avait été influencée par les Lumières, un changement représenté dans les esprits de ceux qui s'y opposaient par la perte de toute profession de foi sérieuse requise pour les membres adultes de l'Église, ainsi que par le fait de chanter des hymnes (en plus des psaumes) et d'autres innovations dans le culte et la doctrine. Aux Pays-Bas, un mouvement grandit en réaction à ce qui était perçu comme un démantèlement de la foi biblique. Il fut nommé Doleantie (du latin dolere qui signifie souffrir, se plaindre) et provoqua un schisme au sein de l'Église réformée néerlandaise et la formation des Églises reréformées aux Pays-Bas. Les écrits de Guillaume Groen van Prinsterer et du leader de la Doleantie, Abraham Kuyper, se firent peu à peu connaître chez les Afrikaners. Très critique envers les Lumières, la révolution comme ils l'appelaient, avait des équivalent dans le domaine de l'éducation et de la politique. Le moment où se fit sentir cette influence était significatif, au plus haut d'une vague de renouveau évangélique, le Reveil (le réveil), dans l'Église réformée néerlandaise, qui avait été conduite par le prédicateur écossais Andrew Murray. Le slogan de la Doleantie, qui avait de façon involontaire une connotation nationaliste pour les Afrikaners, était : « la division fait la force ».

### Doppers
Dans l'Église réformée néerlandaise au Transvaal, le groupe le plus conservateur, connu sous le nom de « Doppers », s'opposait au fait de chanter des hymnes à l'église. Ils demandèrent à la Afgescheiden Gereformeerde Kerk aux Pays-Bas, de leur octroyer un ministre. Le révérend Dirk Postma arriva alors en 1858 en République sud-africaine, en provenance de Zwolle. Il fut nommé ministre de la Hervormde Kerk (l'Église réformée). Mais en apprenant que sa congrégation pourrait se voir obligée de chanter des hymnes (plutôt que les seuls Psaumes), les Doppers et lui, qui comprenaient au total trois cents adultes, parmi lesquels le futur président Paul Kruger, firent sécession de l'Église d'État pour former la Gereformeerde Kerk à Rustenburg en février 1859. Il y avait alors trois Églises réformées néerlandaises en Afrique du Sud : la Nederduits Gereformeerde Kerk afrikaner (synode du Cap), la Nederduitsch Hervormde Kerk boer qui était l'Église d'État de la République sud-africaine, et la Gereformeerde Kerk boer, la plus petite des trois, menée par Dirk Postma.
Le terme de « dopper », insultant à l'origine, pourrait venir du mot néerlandais domp (en français, éteignoir) attribué en raison de leur étroitesse d'esprit, ou peut-être aussi pour leur mépris des Lumières. Il se pourrait également que le terme vienne du néerlandais dop (bouchon) en référence à leur forte opposition aux petites coupes de communion individuelles,.
Le séparatisme des Doppers, exprimée dans la radicalité de leur doctrine, dans le puritanisme austère de leur culte, et même dans leurs discours et façon de s'habiller particuliers, témoignait d'un fort contraste avec l'influence européenne. Les Doppers étaient les symboles de la résistance à tout ce qui était britannique en Afrique du Sud. Et en dépit de leur faible nombre et de leur particularité, ils étaient sophistiqués culturellement et exerçaient une influence de façon disproportionnée durant et après le Grand Trek. C'est l'Église des Doppers qui établit l'université de Potchefstroom, et c'est aussi à partir de cette secte que Paul Kruger commença son ascension.
Les nouveaux États boers, constitués après le Grand Trek, avaient besoin d'une philosophie complète autour de laquelle organiser une authentique société boer. Le voortrekker « oncle Paul » Kruger, premier président de la république sud-africaine qui avait gagné son indépendance après l'annexion du Transvaal par les Britanniques, adopta la Doleantie sous sa forme politique et formula le « mandat culturel » boer. Ce dernier était basée sur la conviction calviniste afrikaner que les Sud-Africains avaient été appelés spécialement par Dieu, d'une façon assez similaire au peuple d'Israël dans la Bible. Les Doppers menaient une guerre intellectuelle contre ce qu'ils considéraient être la culture étrangère qui envahissait l'Afrique du Sud à travers l'installation en masse d'occupants étrangers attirés par l'or et les diamants et accompagnés par les armées britanniques. Dans l'esprit afrikaner, les Britanniques représentaient l'impérialisme, la méchanceté, l'oppression étrangère, la convoitise, l'envie, et l'incroyance. Lorsque la guerre des Boers éclata, la version idéalisée de Paul Kruger de l'Histoire afrikaner, forgea une force unie et puissante parmi la population Afrikaners. L'expérience de la guerre des Boers chez ces derniers, qui inclut la mort de 28 000 civils et la destruction des fermes, renforça leur mentalité de camp retranché, nécessaire pour se préserver, eux et leur mode de vie, du creuset britannique.

## Afrikaner Broederbond et apartheid
Les guerres des Boers avaient laissé beaucoup d'Afrikaners complètement démunis. Les fermiers ruinés se comptaient par centaines à la fin de la guerre, réduits à vendre leurs produits au bord des routes. Après la réorganisation de l'union d'Afrique du Sud par les Britanniques et l'abandon de leur mainmise au profit d'élections démocratiques, donc quelques années après la seconde guerre des Boers, un petit groupe de jeunes intellectuels appelé le Broederbond ou Afrikaner Broederbond, se forma pour discuter de la stratégie à adopter afin de régler les problèmes sociaux massifs qui touchaient les « blancs pauvres », ainsi que des intérêts afrikaners. Selon les déclarations de Klaus Venter et Hendrick Stoker, deux anciens membres de cette organisation secrète, rapportées par l'universitaire Irving Hexham, en 1927, le Broederbond s'est déplacé à l'université de Potchefstroom demandant que l'établissement reprenne la direction du groupe désirant encore percer à cette époque. C'est la même année que le Broederbond adopta officiellement la philosophie néo-calviniste basée sur la doctrine d'Abraham Kuyper. Le Broederbond était profondément convaincu, à travers l'interprétation de la foi, que ce dont les Afrikaners avaient été dotés par leur histoire, était un modèle d'anti-impérialisme, d'auto-discipline et de responsabilité, qui à la fin préserverait la justice pour tous - les Noirs, les Métis et les Blancs - contre la tromperie communiste. Ces stratégies qui émergèrent du Broederbond furent directement responsables de l'établissement de l'apartheid en 1948.
Cependant, certains de ceux qui avaient été membres de l'organisation avant 1927, préférèrent la philosophie de Johann Gottlieb Fichte et d'autres versions du nationalisme européen. Un programme fasciste, darwiniste social, exprimant une certaine sympathie pour Hitler, recueillit l'adhésion de certains Afrikaners durant la Seconde Guerre mondiale. Le Broederbond devint ainsi, de façon fâcheuse, un allié de cette politique. Le parti calviniste au sein du Broederbond tenta de prendre ses distances avec ce mouvement mais cela n'eut un résultat très limité en raison du caractère secret de l'organisation. Plus tard, ils admirent avoir mal compris les véritables ambitions des non-Afrikaners, et n'avoir pas vu la douleur des Noirs et des Coloured sous l'apartheid et l'impopularité extrême de la politique de l'apartheid aux yeux des non-Afrikaners. Les nationalistes anti-calvinistes, menés par Hendrik Verwoerd, l'emportèrent sur les calvinistes en 1950 et utilisèrent le Broederbond pour faire progresser leurs propres ambitions politiques. Les pressions internationales grandirent, isolant de plus en plus les Afrikaners et assimilant leur politique aux pires oppressions hérétiques. Mais il fallut du temps pour que cela aboutisse une prise de conscience - ou du moins pendant un certain temps, cela ne suscita pas assez de force pour aboutir au démantèlement du système social complexe qui avait été fondé sur la base de l'apartheid.
Après le massacre de Sharpeville en 1960, sous l'immense pression internationale qui s'ensuivit, le Broederbond entama un long et discret réexamen de ses propositions politiques. Et pourtant, aucun changement significatif n'eut lieu pour réformer le système de l'apartheid jusqu'aux émeutes de Soweto en 1976. Quelque temps après, le Broederbond décréta l'apartheid comme étant un échec irréformable et commença à le démanteler. La conviction s'était finalement établie, bien que pas unanimement partagée, que si le peuple, la langue et la religion afrikaner voulaient survivre, ils devaient prendre l'initiative de sortir de leur camp retranché et de convier l'Afrique du Sud en son sein. Le Broederbond, qui abandonna sa politique du secret et prit le nom d'Afrikaner Bond, commença à proposer des initiatives concernant la réforme de la terre et le renversement de l'apartheid.
Bien que le calvinisme afrikaner et le calvinisme boer furent associés durant la majeure partie du XXe siècle, il est devenu récemment de plus en plus clair que ce sont deux formes séparées du calvinisme.

## Changements radicaux
Le renversement de l'apartheid a conduit l'Église réformée néerlandaise du Cap (la Nederduits Gereformeerde Kerk, NGK) à entrer dans une période de changement.

### Dénonciation de l'apartheid
En novembre 1990, cette église s’est excusée publiquement pour son soutien à l’apartheid au cours de la conférence de Rustenburg qui réunit 85 dignitaires ecclésiastiques de plusieurs églises protestantes sud-africaines. La NGK reconnait et confesse l'erreur que fut son soutien à l'apartheid, qualifié de « péché » et d'« hérésie », après quoi l'évêque anglican Desmond Tutu accepte cette confession dans une esprit de pardon. La déclaration de Rustenburg dit notamment : « Certains d'entre nous ont délibérément fait un mauvais usage de la Bible pour justifier l'apartheid, induisant de nombreuses personnes à croire qu'il était approuvé par Dieu. (…) Notre lenteur à dénoncer le péché de 'apartheid a encouragé le gouvernement à le maintenir. (…) Ceux d'entre nous qui ont perpétué et bénéficié de l'apartheid sont coupables d'une arrogance coloniale envers la culture noire. Nous avons permis aux institutions de l’État de faire notre péché à notre place. Dans notre désir de préserver l'Église, nous avons parfois cessé d'être l'Église. Nous avons souvent été plus influencés par nos idéologies que par l’Évangile du Christ. Nous avons continué d'agir dans les domaines suivants des mondes séparés tout en prétendant n'être qu'un seul corps. Nous nous sommes isolés de la souffrance des chrétiens noirs ».

### Changements théologiques
Bien que restant confessionnellement calviniste, le caractère religieux de cette Église est dorénavant moins cohésif et plus difficile à cerner. Ayant été complètement amalgamé à l'apartheid, le calvinisme historique apparaît être tombé quelque peu en désuétude. La théologie de la libération qui adopte l'idée de révolution venue des Lumières, a pris pied dans certains quartiers et semble disposer de soutiens à la fois à gauche et à droite du spectre politique. L'évangélisme de type américain et l'arminianisme apparaissent aussi avoir gagné du terrain, lesquels ayant un accent davantage individualiste, ont moins de potentiel pour constituer des religions civiles généralisées. Bien sûr la synthèse ancienne de la théologie naturelle et de la théologie révélée est largement rejetée, officiellement du moins. Pour autant, la religion populaire n'est pas morte. Certains historiens révisionnistes et certains universitaires tentent de tracer les limites entre l'essence du calvinisme, l'histoire des Afrikaners et la religion civile qui a soutenu le régime de l'apartheid.